# Châteaugay
Châteaugay ist eine französische Gemeinde mit 3143 Einwohnern (Stand 1. Januar 2022) im Département Puy-de-Dôme in der Region Auvergne-Rhône-Alpes.

## Lage
Châteaugay liegt am westlichen Rand der alten Kulturlandschaft der Limagne, rund elf Kilometer (Fahrtstrecke) in nördlicher Richtung von Clermont-Ferrand und neun Kilometer in südwestlicher Richtung von Riom entfernt.

## Bevölkerungsentwicklung
| Jahr                       | 1968 | 1975 | 1982 | 1990 | 1999 | 2008 | 2018 |
| Einwohner                  | 1847 | 2144 | 2410 | 3050 | 2963 | 3105 | 3091 |
| Quellen: Cassini und INSEE |      |      |      |      |      |      |      |

Seit der Mitte des 20. Jahrhunderts ist ein stetiges Anwachsen der Bevölkerung des kleinen Weinorts festzustellen, welches hauptsächlich auf den Zuzug von Menschen aus Clermont-Ferrand zurückzuführen ist.

## Wirtschaft
Möglicherweise haben schon die Römer in der Gegend Wein angebaut; im Mittelalter wurde Wein für die Messfeiern gebraucht. So spielten Weinbau und Landwirtschaft über Jahrhunderte eine zentrale Rolle im – weitgehend auf Selbstversorgung ausgerichteten – Wirtschaftsleben des Orts. Daneben gab es kleinere traditionelle Handwerksbetriebe (Schmiede, Küfer, Stellmacher, Töpfer etc.) zur Versorgung der umliegenden Höfe mit Dingen, die man dort selbst nicht herstellen konnte. Im 19. Jahrhundert kamen eher neuzeitliche Handwerksberufe wie Bäcker, Metzger etc. hinzu.

## Geschichte
Zur Geschichte von Châteaugay existieren nur wenige Aufzeichnungen. Im Vorfeld der Französischen Revolution, d. h. im Mai des Jahres 1789 trafen sich der Marquis de Lafayette und  der Marquis de Laqueille in der Burg des Ortes um die Einberufung der Generalstände vorzubereiten.

## Weinbau
Die umliegenden Berghänge bestehen aus vulkanischem Gestein und eignen sich deshalb gut für den Anbau von Wein. Auf einer Fläche von etwa 100 Hektar werden die Rebsorten Gamay und Chardonnay angebaut; die Sorte Pinot Noir ist auf wenige Hektar beschränkt. Aus den Chardonnay-Trauben wird ein sortenreiner, trockener Weißwein – aus Gamay- und Pinot-Noir-Trauben ein verschnittener, trockener Rotwein gekeltert.
Das Gebiet gehört zum Weinbaugebiet Côtes d’Auvergne und die Gemeinde darf ihre Weine unter der Herkunftsbezeichnung Côtes d’Auvergne AOC und auch unter Châteaugay AOC vermarkten.

## Sehenswürdigkeiten

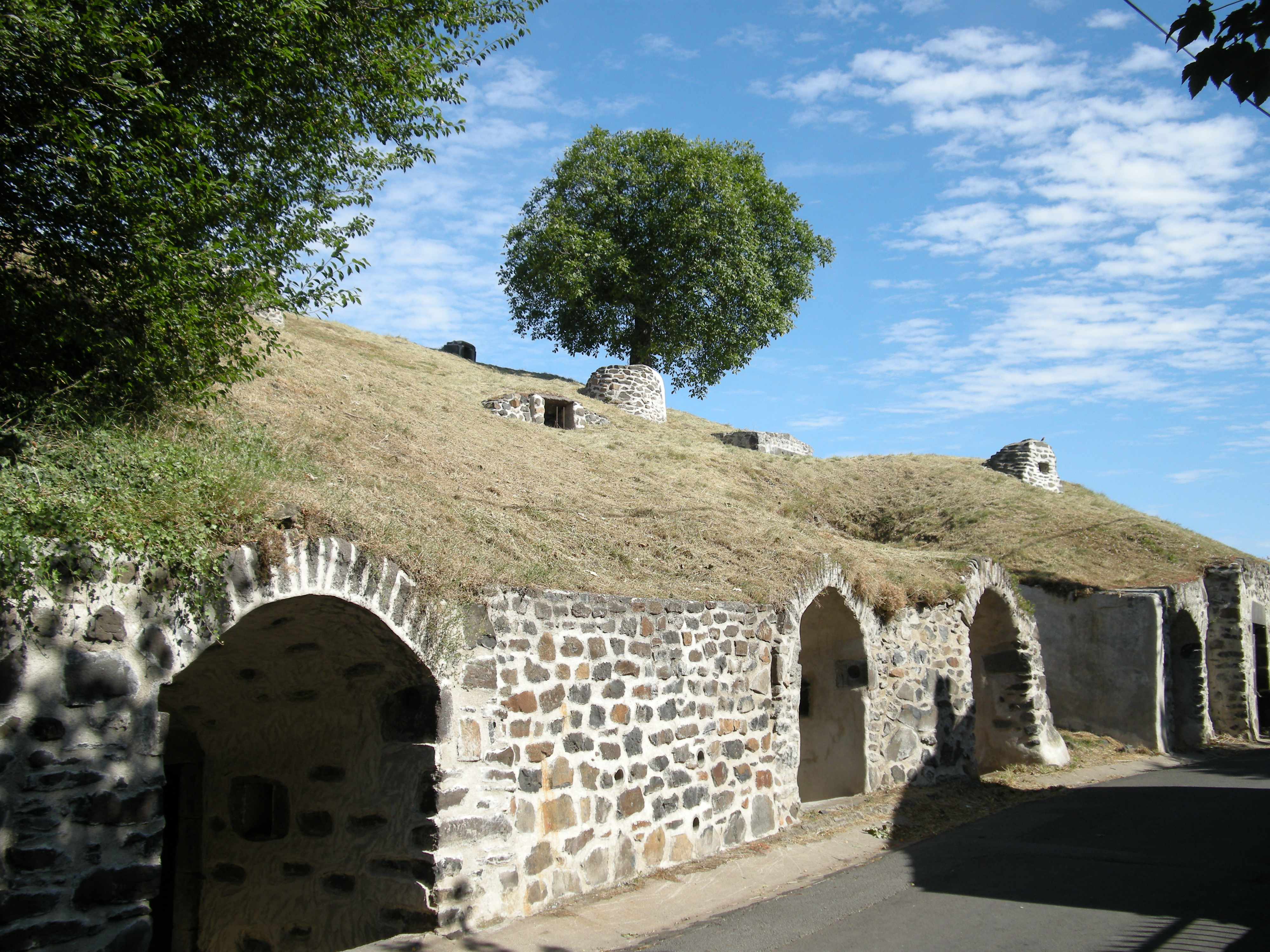
Rue des Caves

- Das Schloss Châteaugay wurde gegen Ende des 14. Jahrhunderts von Pierre de Giac, dem Kanzler von Jean de Valois, duc de Berry, später auch von König Karl VI., an der Stelle eines bereits verfallenen Vorgängerbaus errichtet. Beeindruckend sind der quadratische Donjon sowie zwei runde Ecktürme. Im 16. Jahrhundert erhielt die Anlage ein sehenswertes Renaissanceportal. Das Bauwerk wurde im Jahr 1911 als Monument historique[1] klassifiziert.
- Die Wehrkirche von Châteaugay – ein Bau aus dem 14. Jahrhundert – steht nur wenig südlich des Châteaus und ist seit dem Jahr 1926 ebenfalls als Monument historique[2] anerkannt.
- Ein repräsentatives Haus aus dem 18. Jahrhundert wurde im Jahr 1974 wegen seiner Fassade und seines Portals als Monument historique[3] klassifiziert.
- Die Weinkeller in der Rue des Caves wurden Anfang des 19. Jahrhunderts von Kriegsgefangenen der napoleonischen Kriege in den weichen Tuffstein hineingehauen.

## Städtepartnerschaft
- Châteauguay, Kanada